# Love Gun
Love Gun ist das 1977 bei Casablanca Records erschienene, sechste Studioalbum der US-amerikanischen Hard-Rock-Band Kiss. Damit war es die siebte Veröffentlichung der Band beim Label. Die auf der anschließenden Tournee erfolgten Tonaufnahmen bildeten die Grundlage für das Livealbum Alive II.

## Entstehungsgeschichte

### Einordnung in den musikalischen Hintergrund
Die musikalische Bandgeschichte von Kiss kennt mehrere klar getrennte Phasen. Die Band hatte von 1974 bis 1976 mit Kiss, Hotter than Hell, Dressed to Kill, Destroyer, Rock and Roll Over fünf Studioalben aufgenommen, die vergleichsweise konstant und ohne größere Abweichungen ihren typischen Hard Rock aufwiesen. In diese Zeit fiel auch ein äußerst erfolgreiches Livealbum, nämlich 1975 Alive!. Insbesondere dieses Album machte die Band schlagartig einem großen Publikum bekannt. Love Gun kann als abschließendes Studioalbum dieser ersten Phase gelten, da sich die Gruppe nach der Veröffentlichung ihres zweiten Livealbums, Alive II, an der Entwicklung der Popmusik orientierte und mit dem nächsten gemeinsamen Studioalbum, Dynasty, dem Disco-Trend folgte.

### Aufnahmen
Die Aufnahmen zu Love Gun fanden vom 2. bis 22. Mai 1977 unter der Leitung des Produzenten Eddie Kramer in den Record Plant Studios in New York statt, das Budget lag bei für damalige Verhältnisse hohen 94.000 US-Dollar. Diese Summe reichte jedoch nicht aus, um die tatsächlichen Kosten zu decken, und gemäß seinem Vertrag wäre Eddie Kramer verpflichtet gewesen, die Überziehungssumme von 19.968 US-Dollar aus eigener Tasche zu begleichen. Am 21. Juni 1977 entschieden die Mitglieder von Kiss, diese Summe mit Kramer zu teilen, weil die Überziehung des Budgets nicht allein seine Schuld gewesen war.
Love Gun ist das erste in Originalbesetzung aufgenommene Album, auf dem jedes Mitglied der Gruppe bei mindestens einem Titel den Gesang übernimmt. Während Peter Criss bereits früher einzelne Titel gesungen hatte, gab Ace Frehley auf Love Gun sein Debüt als Leadsänger bei dem von ihm geschriebenen Stück Shock Me, das von einem Unfall inspiriert war, den Frehley auf der Rock and Roll Over-Tournee hatte: Als Kiss am 12. Dezember 1976 ein Konzert in Lakeland (Florida) gaben, berührte Frehley mit der Hand ein nicht geerdetes Geländer und bekam einen Stromschlag. Das Konzert konnte nach kurzer Unterbrechung fortgesetzt werden.
Frehley war sehr nervös, als es am 17. Mai 1977 darum ging, den Gesang für Shock Me aufzunehmen. Diese Nervosität war auch der Grund dafür, dass er es bis dahin immer abgelehnt hatte, seine Stücke zu singen, obwohl er schon für das zweite Album der Gruppe, Hotter than Hell, Titel geschrieben hatte. Für Rock and Roll Over war der Titel Queen for a Day entstanden, den Frehley singen sollte, doch im letzten Moment verzichtete er, und das Lied wurde nie veröffentlicht. Die Gesangsaufnahmen für Shock Me machte er bei abgedunkeltem Licht auf dem Rücken liegend, um mit seiner Nervosität zurechtzukommen.
Peter Criss’ Stück auf dem Album war Hooligan, das er mit Stan Penridge geschrieben hatte. Kramer motivierte Criss, das Lied so zu singen, wie er ihn sich vorgestellt hatte und war von der Darbietung begeistert. Die Aufnahme fand am 12. Mai 1977 statt, und Criss musste Teile des Textes noch im Studio bearbeiten, um ihn an die Musik anzupassen.
Love Gun enthielt auch eine Coverversion des Stücks Then He Kissed Me, dem Popklassiker von The Crystals (1969), der für Kiss in Then She Kissed Me umgetextet wurde. Die Band zog auch in Erwägung, Go Now von The Moody Blues oder Jailhouse Rock für das Album aufzunehmen, entschied sich aber letztlich für den von Phil Spector, Jeff Barry und Ellie Greenwich geschriebenen Titel.

### Cover & Ausstattung
Das Cover des Albums wurde von Ken Kelly gezeichnet und zeigt Kiss oberhalb von vier Treppenstufen zwischen zwei Säulen stehend, umgeben von auf dem Boden sitzenden, knapp bekleideten und mit weißer Schminke maskierten dunkelhaarigen Frauen, die zu den Mitgliedern der Gruppe aufsehen. Als Schutzhülle für die Schallplatte diente ein farbiges Innencover, das eine Marmoroberfläche zeigte, auf die, scheinbar mit Blut, das Wort »Kiss« geschrieben war. Als Beigaben erhielten die Käufer der Erstauflage einen Pappbogen mit der »Kiss Love Gun« (ein Bastelbogen, der am Ende eine Pistole mit einem vorgehängten Fähnchen und dem Wort „Bang“ ergab) und einen Bestellschein für Merchandise-Artikel.

## Veröffentlichung
Love Gun erschien in den USA am 17. Juni 1977 (in Deutschland am 30. Juni 1977) und wurde sofort mit Gold und Platin für 1.000.000 verkaufte Einheiten ausgezeichnet. Das Album erreichte Platz vier der Billboard 200, allerdings war auch hier, wie schon bei früheren Alben der Gruppe, Payola im Spiel. Als Singles wurden Christine Sixteen (Billboard Hot 100: Platz 25; Cashbox: 58) und Love Gun (Billboard Hot 100: Platz 61; Cashbox: 58) veröffentlicht.

## Titelliste
| Nummer | Titel                | Gesang       | Text und Musik                               | Länge |
| ------ | -------------------- | ------------ | -------------------------------------------- | ----- |
| 1      | I Stole Your Love    | Paul Stanley | Paul Stanley                                 | 3:04  |
| 2      | Christine Sixteen    | Gene Simmons | Gene Simmons                                 | 3:14  |
| 3      | Got Love for Sale    | Gene Simmons | Gene Simmons                                 | 3:29  |
| 4      | Shock Me             | Ace Frehley  | Ace Frehley                                  | 3:49  |
| 5      | Tomorrow and Tonight | Paul Stanley | Paul Stanley                                 | 3:40  |
| 6      | Love Gun             | Paul Stanley | Paul Stanley                                 | 3:18  |
| 7      | Hooligan             | Peter Criss  | Peter Criss und Stan Penridge                | 3:01  |
| 8      | Almost Human         | Gene Simmons | Gene Simmons                                 | 2:49  |
| 9      | Plaster Caster       | Gene Simmons | Gene Simmons                                 | 3:27  |
| 10     | Then She Kissed Me   | Paul Stanley | Jeff Barry, Ellie Greenwich und Phil Spector | 3:02  |